# Phalanger rothschildi
Phalanger rothschildi là một loài động vật có vú trong họ Phalangeridae, bộ Hai răng cửa. Loài này được Thomas mô tả năm 1898.